# Henri Weigelt
Henri Weigelt (* 17. Januar 1998 in Bielefeld) ist ein deutscher Fußballspieler.

## Werdegang
Der Abwehrspieler begann seine Karriere beim TSV Oerlinghausen und wechselte im Jahre 2010 in das Nachwuchsleistungszentrum von Arminia Bielefeld. Mit der B-Jugend stieg er 2014 in die U-17-Bundesliga auf. Zwei Jahre später schaffte er mit der A-Jugend den Aufstieg in die A-Junioren-Bundesliga, wo er auch das Amt des Mannschaftskapitäns übernahm. Henri Weigelt machte sein Profidebüt am 17. März 2017 beim Zweitligaspiel von Arminia Bielefeld gegen den 1. FC Kaiserslautern, als er für Manuel Prietl eingewechselt wurde. Am 11. Mai 2017 erhielt er seinen ersten Profivertrag, dieser hatte eine Laufzeit bis 2019.
Im Juli 2018 wechselte Weigelt zum niederländischen Erstligisten AZ Alkmaar, bei dem er einen Vertrag mit einer Laufzeit bis zum 30. Juni 2021 unterschrieb. Bei den Profis kam er in den folgenden zwei Jahren allerdings nur am 27. September 2018 in einem Pokalspiel der 1. Runde gegen MVV Alcides (6:0) zum Einsatz, ansonsten spielte er nur für die Reservemannschaft in der Keuken Kampioen Divisie. Die Spielzeit 2020/21 verbrachte er dann bei Borussia Dortmund II in der Regionalliga West und schaffte dort als Meister den Aufstieg in die 3. Liga
Am 1. Juli 2021 wurde Weigelt vom Regionalligisten TSV Steinbach Haiger verpflichtet. Bei dem Verein aus Mittelhessen absolvierte er in drei Jahren 67 Pflichtspiele und schoss dabei einen Treffer. Zur Saison 2024/25 wechselte er dann weiter zum zukünftigen Ligarivalen und Aufsteiger Eintracht Trier.

## Sonstiges
Henri Weigelt spricht neben Deutsch fließend Englisch.